# Georgi Pawlowitsch Georgijew
Georgi Pawlowitsch Georgijew (russisch Георгий Павлович Георгиев, englische Transkription Georgij Georgiev; * 4. Februar 1933 in Leningrad) ist ein russischer Molekularbiologe.
Georgijew studierte ab 1950 am Ersten Medizinischen Institut in Moskau mit dem Abschluss 1956. Danach ging er an das Institut für Morphologie der Tiere der Akademie der Wissenschaften und wurde dort 1959 promoviert und habilitierte sich 1962 (russischer Doktortitel). Ab 1963 leitete er das Labor für Biosynthese von Nukleinsäuren am Institut für Molekularbiologie der Akademie der Wissenschaften. 1990 gründete er das Institut für Biologie der Gene der Russischen Akademie der Wissenschaften und wurde dessen Direktor.
Georgijew entdeckte 1961 einen neuen RNA-Typ bei Eukaryoten, die Kern-RNA, auch als prä-mRNA bezeichnet (ebenfalls von ihm vorgeschlagen, da er sie als Vorstufe der messenger-RNA sah). 1964 lokalisierte er diese in Zell-Bestandteilen, die er Informosome nannte (Polysome). 1969 entdeckte er Transposons bei Drosophila und sah sie als mögliche Ursache von Krebs. Er untersuchte elektronenmikroskopisch die Struktur der Kernmatrix.
1970 wurde er korrespondierendes und 1987 volles Mitglied der Sowjetischen Akademie der Wissenschaften. 1976 erhielt er den Lenin-Preis und 1983 den Staatspreis der UdSSR und 1996 den der Russischen Föderation. Er ist EMBO-Mitglied, Mitglied der Leopoldina, der spanischen und norwegischen Akademie der Wissenschaften. 2009 wurde er mit der Engelhardt-Goldmedaille der Russischen Akademie der Wissenschaften ausgezeichnet.
Sein Sohn Paul Georgijewitsch Georgijew ist auch Akademie-Mitglied und Molekularbiologe.